# Kovács Tamás Vilmos
Kovács Tamás Vilmos, Kovács T. Vilmos (Budapest, 1951. július 24.–) magyar festő.

## Pályafutása
1978-ban végzett a Magyar Képzőművészeti Főiskolán, ahol Sarkantyu Simontól tanult.

## Egyéni kiállítások
- 1982, 1986 • Stúdió Galéria, Budapest
- 1982 • Munkácsy Mihály Múzeum, Békéscsaba
- 1984 • Gulácsy Galéria, Szeged • Bartók Béla Művelődési Ház, Szeged
- 1987 • Csontváry Terem, Pécs • Galerie in Zabo, Nürnberg
- 1989 • Csók Galéria, Budapest • Partikel Galerie, Luzern (CH) • G. van Almsick, Gronav-Epe (NL) (kat.)
- 1990 • Galerie im Ambiente, Darmstadt • G. in Zabo
- 1992 • Csontváry Terem, Pécs
- 1993 • Graz G. Merkur
- 1994 • Zichy Galéria, Budapest • Leidew • Hüsstege G. Hektogen Bosch
- 1996 • Amszterdam-Schiphol repülőtér, Amszterdam
- 1997 • Magyar konzulátus, New York • Partikel Galerie, Luzern
- 1998 • West Deutsche Landesbank, Budapest

## Válogatott csoportos kiállítások
- Szegedi Nyári Tárlatok, Hódmezővásárhelyi Őszi Tárlatok, szövetségi kiállítások